# Вероніка Марс (фільм)
«Веро́ніка Марс» (англ. Veronica Mars) — американський нео-нуарний детективний дремедійний фільм, знятий Робом Томасом за сценарієм, написаному разом з Даян Раггьєро. Фільм є продовженням культового однойменного телесеріалу, що виходив на каналі UPN/The CW з Крістен Белл у головній ролі. Реліз фільму відбувся 14 березня 2014.
Український переклад зробила студія «Цікава ідея» на замовлення Гуртом..

## Сюжет
Колись допомагаючи батькові розплутувати злочини у рідному місті Нептун, Вероніка Марс розуміла, що це не буде тривати вічно. Виїхавши в Нью-Йорк та отримавши посаду адвоката в хорошій фірмі, вона була впевнена, що вирвалася з замкнутого кола. Вона помилялася.
Її колишній хлопець Логан Екхолз звинувачується у вбивстві своєї подруги  — молодої старлетки. Вирішивши допомогти йому, Вероніка повертається в Нептун та починає власне розслідування. Раптово вона опиняється в самій гущавині подій, оточена друзями та ворогами. І найбільше питання — кому можна вірити, а кому — ні...

## У ролях
| - Крістен Белл — Вероніка Марс - Персі Деггс III — Уоллес Финнель - Джейсон Дорінг — Логан Екхолз - Френсіс Капра — Елай «Слоник» Наварро - Райан Хенсен — Дік Касабланкас - Тіна Маджоріно — Сінді «Мак» Макензі - Кріс Лоуелл — Стош «Піз» Пізнарскі - Енріко Колантоні — Кіт Марс - Кен Маріно — Вінні Ван Лоу - Крістен Ріттер — Джия Гудман - Макс Грінфілд — Лео Д'Емато - Андреа Естелла — Керрі Бішоп, замінила Лейтон Містер - Сем Хантінгтон — Люк Хальдман - Джессіка Камачо – Мартіна Вескес | - Крістін Лейкін — Сьюзен Найт - Аманда Норет — Медісон Синклер - Даран Норріс — Кліфф МакКормак - Дуейн Деніелс — Директор Вен Клеммонс - Брендон Хіллок — Помічник шерифа Сакс - Джонатан Чеснер — Коріння - Кевін Шерідан — Шон Фрідріх - Мартін Старр — Лу «Кобб» Кобблер - Джастін Лонг — П'яний пілот - Джеймс Франко — Грає самого себе - Гебі Хоффман — Рубі Джетсони - Джеррі О'Коннелл — Шериф Ден Лемб, брат Дона Лемба - Джеймі Лі Кертіс — роль-камео |

## Виробництво

### Збір коштів
Після закриття серіалу Роб Томас написав сценарій фільму, який продовжує сюжет шоу, але компанія «Warner Bros.» відмовилася фінансувати проєкт. 13 березня 2013 Томас та виконавиця головної ролі актриса Крістен Белл організували фонд зі збору коштів на виробництво картини на спеціалізованому сайті «Kickstarter», пропонуючи внески, починаючи з 10 доларів. Залежно від розміру пожертвування, шанувальникам пропонувалися різні подарунки, починаючи від майок з логотипом фільму та автографів акторів та закінчуючи запрошеннями на прем'єру та навіть невеликі ролі у фільмі. Белл, Томас, Енріко Колантоні, Райан Хенсен та Джейсон Дорінг записали відео-послання в рамках рекламної кампанії картини, і фонд зібрав 2 мільйони менше, ніж за 10 годин. У перший день проєкт фільму побив рекорд сайту, швидше за всіх дістався до позначки 1 мільйон за всю історію «Kickstarter», а потім стрімко набравши і 2 мільйони. У підсумку, проєкт фільму став найуспішнішим на сайті. В останній день кампанії, що випав на 13 квітня, було підраховано, що завдяки 91 585 шанувальникам на зйомки картини вдалося зібрати $5 702 153.

### Кастинг
5 квітня Томас закінчив перший варіант сценарію. На початку квітня стало відомо, що Джейсон Дорінг (в ролі Логана Екхолза) підписав контракт на участь у фільмі. У травні Томас підтвердив, що Енріко Колантоні також повернеться до ролі Кіта Марса. У червні участь Персі Деггса III, Кріса Лоуелла та Френсіса Капри було офіційно підтверджено  — вони повернутися до ролі Уоллеса Фіннель, Стоша «Піза» Пізнарскі та Елайя «Слоника» Наварро, відповідно. У тому ж місяці Сем Хантінгтон (Люк), Аманда Норет (Медсіон Синклер), Даран Норріс (Кліфф МакКормак) і Тіна Маджоріно (Сінді «Мак» Макензі) приєдналися до акторського складу.

### Зйомки
Основні зйомки почалися 17 червня 2013 в Лос-Анджелесі і за планом повинні закінчитися наприкінці липня. Компанія «Warner Bros.» займеться дистрибуцією картини, вихід якої призначено на весну 2014.

### Маркетинг
Перший трейлер фільму був показаний шанувальникам 19 липня 2013 на «Comic-Con» в Сан-Дієго.

## Реліз

### Критика
Фільм отримав, загалом, позитивні відгуки від світових критиків. На сайті Rotten Tomatoes має позитивний рейтинг 78% на основі 117 рецензій, фільму зарахований «стиглий помідор» і «Сертифікат свіжості» від кінокритиків.. Згідно агрегатору Metacritic, картина отримала позитивну оцінку 62 бали зі 100 на основі 35 рецензій.